# Carl Thiel

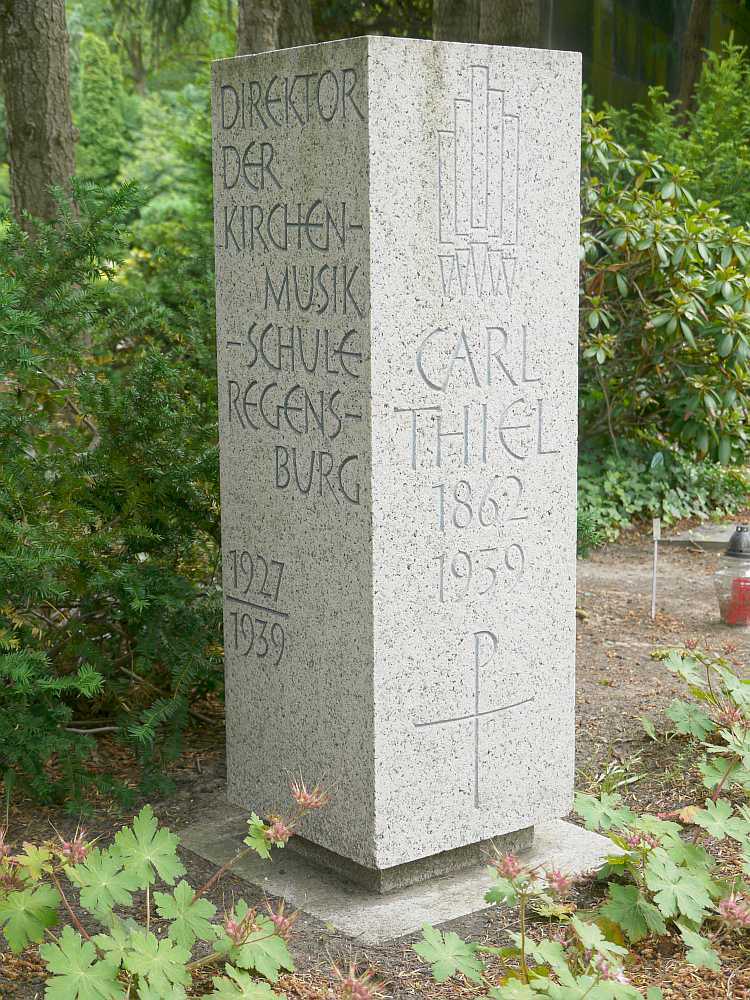
Tomba de Carl Thiel al cementiri de Sankt-Matthias-Friedhof a Tempelhof (Berlín)

Carl Thiel (Klein Öls, Prússia, 9 de juliol de 1862 – Bad Wildungen, Hessen, 23 de juliol de 1939) fou un organista i compositor alemany. Estudià en el Reial Institut de Música religiosa i en l'Acadèmia Bargiel i aconseguí una pensió de l'Estat i el premi Mendelssohn, amb el producte del qual residí una temporada a Itàlia. De tornada a Alemanya fou nomenat organista de l'església de Sant Sebastià i més tard professor del Reial Institut de Música religiosa. La seva producció com a compositor compren motets, diverses misses, un salm penitencial per a cor i orquestra, i d'altres obres de menys importància, també de caràcter religiós.